# Piotr Szamowski
Piotr Szamowski herbu Prus I – skarbnik łęczycki w latach 1692-1702.
Poseł na sejm 1692/1693 roku z ziemi dobrzyńskiej.